# Melissa Mantak
Melissa Mantak (maggio 1970) è un'ex triatleta statunitense.

## Carriera
Ha vinto la medaglia di bronzo ai campionati del mondo di triathlon di Huntsville del 1992.
Melissa già all'età di 7 anni mostra delle doti agonistiche nel nuoto, comincia ad andare in bici e a correre all'età di 12 anni e arriva a vincere la prima gara, cui prende parte, al college. Da qui ha iniziato la sua carriera nel triathlon, durata 10 anni, di cui 6 da professionista.
Nel corso della sua carriera ha ottenuto importanti successi e numerosi podi. Nel 1991 ha vinto la gara di coppa del mondo di Embrun ed è arrivata 4ª a quella di Pechino.
L'anno successivo è terza ai mondiali di Huntsville con un tempo di 2:04:26, alle spalle dell'australiana Michellie Jones (2:02:07) e della canadese Joanne Ritchie (2:03:21).
In questa magnifica annata, vince tre gare di coppa del mondo ed i campionati panamericani di triathlon.
Taglia, infatti, per prima il traguardo a Portaferry prima del duo canadese Smith/Ritchie, a Sater davanti alla campionessa canadese Joanne Ritchie (3° assoluta) e a Monte Carlo, dove hanno completato il podio Suzanne Nielsen e la instancabile Joanne Ritchie.
Ha vinto i campionati panamericani di San Andres davanti alla canadese Terri Smith.
Sempre nel 1992 è arrivata 2ª sia nella gara di coppa del mondo di Ixtapa che in quella di Saint Croix, in entrambe le gare dietro alla fortissima Karen Smyers.
Questi risultati, insieme ad un 6º posto a Las Vegas, le hanno permesso di vincere la Coppa del mondo di triathlon del 1992 e di essere votata "Triathleta dell'anno 1992" dal Comitato Olimpico statunitense.
Nel 1993 continua la sua serie positiva, salendo sul gradino più basso del podio a Los Cabos (gara vinta da Carol Montgomery) e arrivando 5º nella gara di Orange County.
Nel 1994 parteciperà alla sua ultima gara da professionista, ottenendo un 5º posto ad Amakusa.
Si ritira dal triathlon professionistico nel 1994, per conseguire un certificato di Master in Scienze Sportive all'Università di Denver. Da allora è rimasta attiva nel circuito del triathlon internazionale e nell'industria del fitness come coach e personal trainer. Ha allenato la nazionale statunitense di triathlon, lavorato alla radio e in televisione in materia di sport. Dal 2005 è l'allenatore ufficiale del "Tri for the Cure" ed è stata testimonial all'inaugurazione del "Tour of Hope", una gara ciclistica di cross country che ha lo scopo di portare l'attenzione sulle pratiche cliniche necessarie a curare il cancro.

## Titoli
- Coppa del mondo di triathlon - 1992
- Triathleta statunitense dell'anno - 1992